# Täiluoto (ö i Satakunta)
Täiluoto är en ö i Finland.   Den ligger i kommunen Björneborg i den ekonomiska regionen  Björneborgs ekonomiska region  och landskapet Satakunta, i den sydvästra delen av landet, 230 km nordväst om huvudstaden Helsingfors. Arean är 0,17 kvadratkilometer.
Terrängen på Täiluoto är mycket platt. Den sträcker sig 1,1 kilometer i nord-sydlig riktning, och 0,5 kilometer i öst-västlig riktning.  I omgivningarna runt Täiluoto växer i huvudsak barrskog.